# 鍬田和彦
鍬田 和彦（くわた かずひこ、1975年1月17日 - ）は、広告デザイナー。シンク・クリエーション株式会社代表取締役社長。

## プロフィール
1975年石川県生まれ。96年石川県の印刷関連会社でデザイン室立ち上げ、99年同デザイン室・室長に就任。その後独立。

## シンク・クリエーション株式会社
WEBから各種印刷物、店舗、看板など媒体を問わずに、デザイン面からクライアント企業のブランディングのプロデュースを行う。「お客様の夢を一緒に考える」をブランドコピーとして掲げ、クライアント企業のブランド価値を高めるために事業を展開。
2002年 Design Office【THINK】を創業。2006年 シンククリエーション株式会社に法人化。2007年 東京支店を青山に開設。
2009年 自身がアトピーをプラセンタで克服した事をきっかけにプラセンタ販売事業着手。
2014年 英会話事業を本格スタート。本気の英会話教室【グロスファクター】
2019年 通いたい放題英語【Gymlish】事業開始
2021年 オンライン英会話 【SpeaKING】事業開始
2024年 グローバルM&A Transworld 東京ミッドタウン アドバイザーに就任

## 活動実績
- 2007年 能都町ポスターデザインコンペで5年連続採用。
- 2008年 建築空間プロデュース実績が10店舗になり、繁盛店のコンサル活動開始。
- 2008年 内閣府認定 東京FM出演 地方の広告業界について出演。
- 2008年 コピーライティング塾開設。即戦力となる人材を15名育成。
- 2009年 会員80名のビジネススキルUPアソシエーションの会長就任。
- 2013年 インターネットマーケティングを本格化。年間売上1,000万増益となる。
- 2014年 【SKR】セミナー講師を育成するコースを開講する。
- 2014年 英語速習会セミナーを開講する。